# Chonothea
Chonothea är ett släkte av havsspindlar. Chonothea ingår i familjen Ammotheidae.
Kladogram enligt Catalogue of Life:
| Chonothea | \| \| Chonothea hians \| \| \| \| \| \| Chonothea verrucosa \| \| \| \| |
|           | \| \| Chonothea hians \| \| \| \| \| \| Chonothea verrucosa \| \| \| \| |
|           | Chonothea hians                                                         |
|           |                                                                         |
|           | Chonothea verrucosa                                                     |
|           |                                                                         |